# Torcheville
Torcheville est une commune française située dans le département de la Moselle, en région Grand Est.

## Géographie

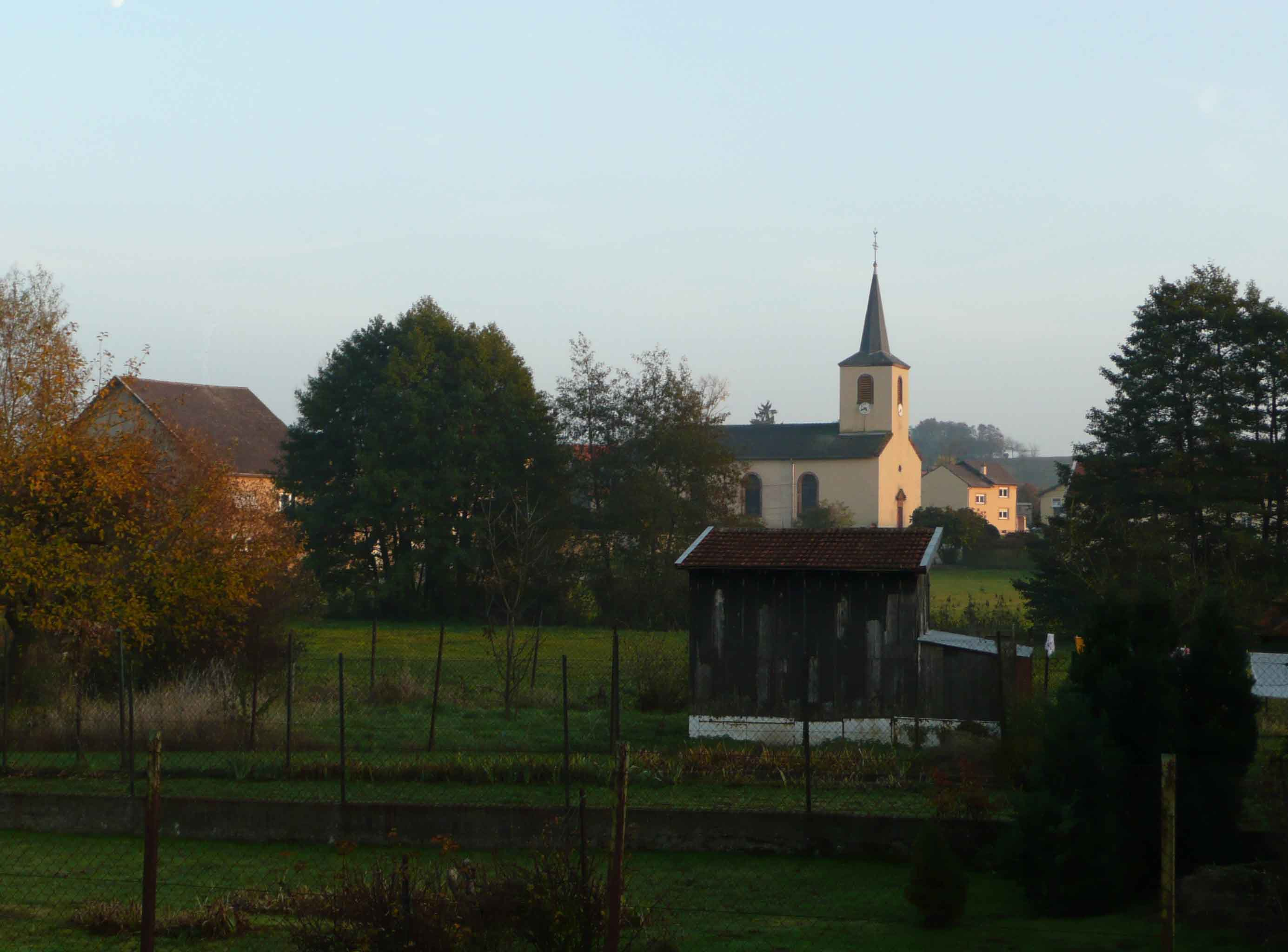
Vue générale et jardins.

La commune fait partie du Parc naturel régional de Lorraine et de la ZNIEFF du pays des étangs.

### Hydrographie
La commune est située dans le bassin versant du Rhin au sein du bassin Rhin-Meuse. Elle est drainée par le ruisseau des Roses et le ruisseau de l'Étang de Nebing (ou Grand Etang).
Le ruisseau des Roses, d'une longueur totale de 11,9 km, prend sa source dans la commune de Bassing et se jette  dans la Rode en limite de Munster et de Givrycourt, après avoir traversé six communes.

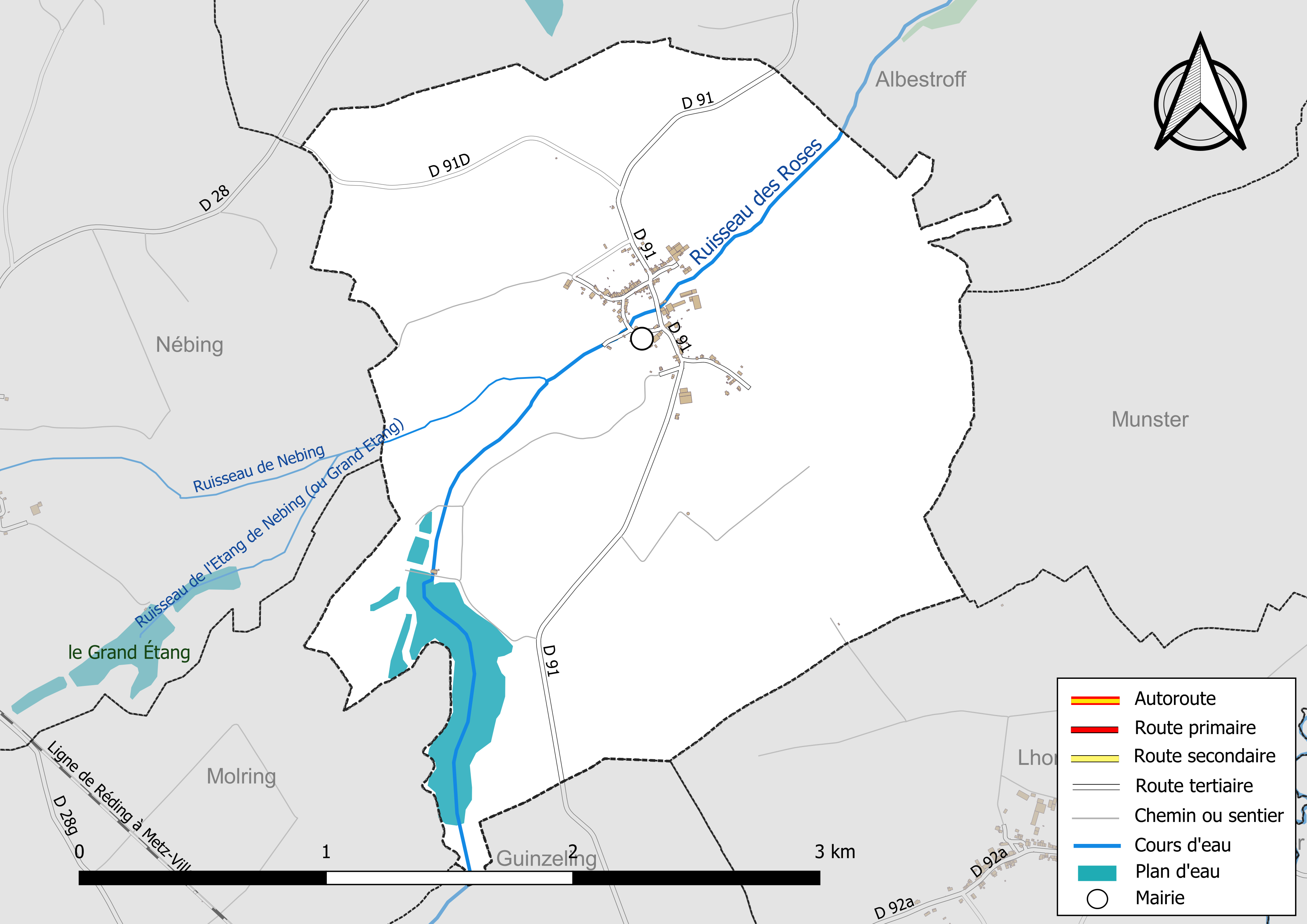
Réseaux hydrographique et routier de Torcheville.

La qualité des eaux des principaux cours d’eau de la commune, notamment du ruisseau des Roses, peut être consultée sur un site spécial géré par les agences de l’eau et l’Agence française pour la biodiversité.

### Climat
Pour des articles plus généraux, voir Climat du Grand Est et Climat de la Moselle.
En 2010, le climat de la commune est de type climat océanique dégradé des plaines du Centre et du Nord, selon une étude du Centre national de la recherche scientifique s'appuyant sur une série de données couvrant la période 1971-2000. En 2020, Météo-France publie une typologie des climats de la France métropolitaine dans laquelle la commune est exposée à un climat semi-continental et est dans une zone de transition entre les régions climatiques « Lorraine, plateau de Langres, Morvan » et « Vosges ». 
Pour la période 1971-2000, la température annuelle moyenne est de 9,9 °C, avec une amplitude thermique annuelle de 16,9 °C. Le cumul annuel moyen de précipitations est de 915 mm, avec 12 jours de précipitations en janvier et 9,3 jours en juillet. Pour la période 1991-2020, la température moyenne annuelle observée sur la station météorologique de Météo-France la plus proche, « Kappelkinger_sapc », sur la commune de Kappelkinger à 8 km à vol d'oiseau, est de 10,6 °C et le cumul annuel moyen de précipitations est de 772,6 mm. 
La température maximale relevée sur cette station est de 38,8 °C, atteinte le 25 juillet 2019 ; la température minimale est de −19,6 °C, atteinte le 26 décembre 2010,,. 
Les paramètres climatiques de la commune ont été estimés pour le milieu du siècle (2041-2070) selon différents scénarios d'émission de gaz à effet de serre à partir des nouvelles projections climatiques de référence DRIAS-2020. Ils sont consultables sur un site spécial publié par Météo-France en novembre 2022.

## Urbanisme

### Typologie
Au 1er janvier 2024, Torcheville est catégorisée commune rurale à habitat très dispersé, selon la nouvelle grille communale de densité à sept niveaux définie par l'Insee en 2022.
Elle est située hors unité urbaine et hors attraction des villes,.

### Occupation des sols
L'occupation des sols de la commune, telle qu'elle ressort de la base de données européenne d’occupation biophysique des sols Corine Land Cover (CLC), est marquée par l'importance des territoires agricoles (75,2 % en 2018), une proportion sensiblement équivalente à celle de 1990 (75,5 %). La répartition détaillée en 2018 est la suivante : 
terres arables (39,4 %), prairies (35,9 %), forêts (15,1 %), eaux continentales (5,2 %), zones urbanisées (4,5 %). L'évolution de l’occupation des sols de la commune et de ses infrastructures peut être observée sur les différentes représentations cartographiques du territoire : la carte de Cassini (XVIIIe siècle), la carte d'état-major (1820-1866) et les cartes ou photos aériennes de l'IGN pour la période actuelle (1950 à aujourd'hui).

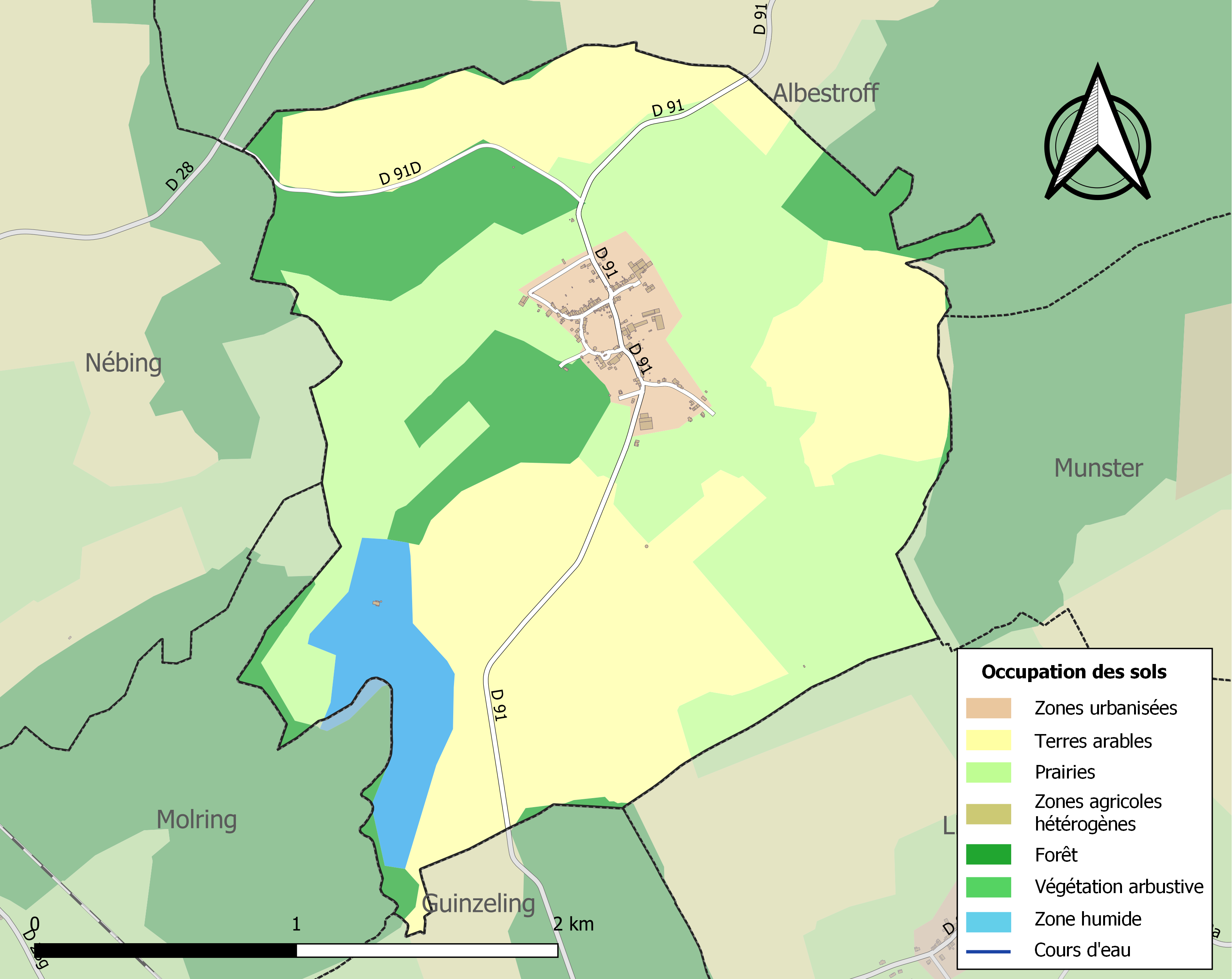
Carte des infrastructures et de l'occupation des sols de la commune en 2018 (CLC).

## Toponymie
Dans la période la plus ancienne, c’est un nom issu du latin qui apparaît dans les textes,. L'empire romain s’est en effet installé depuis la conquête des armées de Jules César jusqu’au-delà de Trèves. Le latin a concurrencé la langue celtique implantée auparavant. Bien après la chute de l'Empire et l'invasion des Francs au Ve siècle, il a conservé droit de cité dans les dénominations officielles. Puis le francique, parlé par une grande partie de la population, a transformé le nom du lieu.
Le testament de Fulrad (705-784), natif de la vallée de la Seille, abbé de Saint-Denis en 749, familier de Charlemagne et établi à Herstal, mentionne la localité de Tornugo villare (du nom propre gaulois Turnus avec le suffixe -acum : Turnacum villa) : le domaine de Turnus.
Les toponymes en acum sont rares dans cette région et leur terminaison cède la place à tout un éventail de suffixes germaniques. Ils sont particulièrement instables par confusion d’éléments latins et germaniques. C'est précisément le cas pour l'évolution du toponyme de Torcheville. On trouve en 1124 Torneswilre. Mais à la même période, il est fait mention du village sous le nom de Dorwiller, dans une charte de l’an 1121, dans laquelle Etienne, évêque de Metz, confirme les biens et les privilèges de l'abbaye de Longeville. En 1291, on trouve Dorvillers ; wilre s’est transformé en un villers qui ressemble à la villa mais Turnus s’est aussi transformé. Le village se trouve alors largement inclus dans la partie de la Lorraine parlant essentiellement le francique. Les textes et les cartes portent par la suite d'autres déclinaisons du toponyme : Torviler (1285) ; Toirviler (1300) ; Torviller (1312) ; Dorswiler (1313) ; Torchwillensis (1335) ; Dorwilre (1352) ; Torwiler, Torswiller (1440) ; Torschweiller (1764) ; Torschweiler, Torschwiller et enfin Torcheville.
La commune a été renommée Dorsweiler pendant l'annexion allemande.

## Histoire
Ont été trouvées des traces archéologiques d'un ancien château médiéval, de forme carrée, sous la commune.
C'est un ancien fief du bailliage d'Allemagne.
Cette commune faisait partie du département de la Meurthe avant 1870.
Albestroff avait absorbé en 1973 le village de Torcheville. Celui-ci a repris son indépendance en 1998.

## Politique et administration
| Période                                  | Période  | Identité             | Étiquette | Qualité |
| ---------------------------------------- | -------- | -------------------- | --------- | ------- |
| 1983                                     |          | René Friche          |           |         |
| mars 1995                                | ?        | Christian Zimmermann |           |         |
| mai 2020                                 | En cours | Laurent Friche       |           |         |
| Les données manquantes sont à compléter. |          |                      |           |         |

## Démographie
L'évolution du nombre d'habitants est connue à travers les recensements de la population effectués dans la commune depuis 1793. Pour les communes de moins de 10 000 habitants, une enquête de recensement portant sur toute la population est réalisée tous les cinq ans, les populations de référence des années intermédiaires étant quant à elles estimées par interpolation ou extrapolation. Pour la commune, le premier recensement exhaustif entrant dans le cadre du nouveau dispositif a été réalisé en 2005.

En 2022, la commune comptait 117 habitants, en évolution de +2,63 % par rapport à 2016 (Moselle : +0,52 %, France hors Mayotte : +2,11 %).
| 1793 | 1800 | 1806 | 1821 | 1831 | 1836 | 1841 | 1846 | 1851 |
| ---- | ---- | ---- | ---- | ---- | ---- | ---- | ---- | ---- |
| 230  | 273  | 295  | 358  | 465  | 471  | 511  | 518  | 482  |

| 1856 | 1861 | 1871 | 1875 | 1880 | 1885 | 1890 | 1895 | 1900 |
| ---- | ---- | ---- | ---- | ---- | ---- | ---- | ---- | ---- |
| 412  | 417  | 416  | 411  | 373  | 302  | 260  | 265  | 257  |

| 1905 | 1910 | 1921 | 1926 | 1931 | 1936 | 1946 | 1954 | 1962 |
| ---- | ---- | ---- | ---- | ---- | ---- | ---- | ---- | ---- |
| 240  | 258  | 224  | 204  | 202  | 212  | 163  | 165  | 191  |

| 1968 | 1999 | 2005 | 2006 | 2010 | 2015 | 2020 | 2022 | - |
| ---- | ---- | ---- | ---- | ---- | ---- | ---- | ---- | - |
| 172  | 172  | 177  | 175  | 134  | 118  | 118  | 117  | - |

## Culture locale et patrimoine

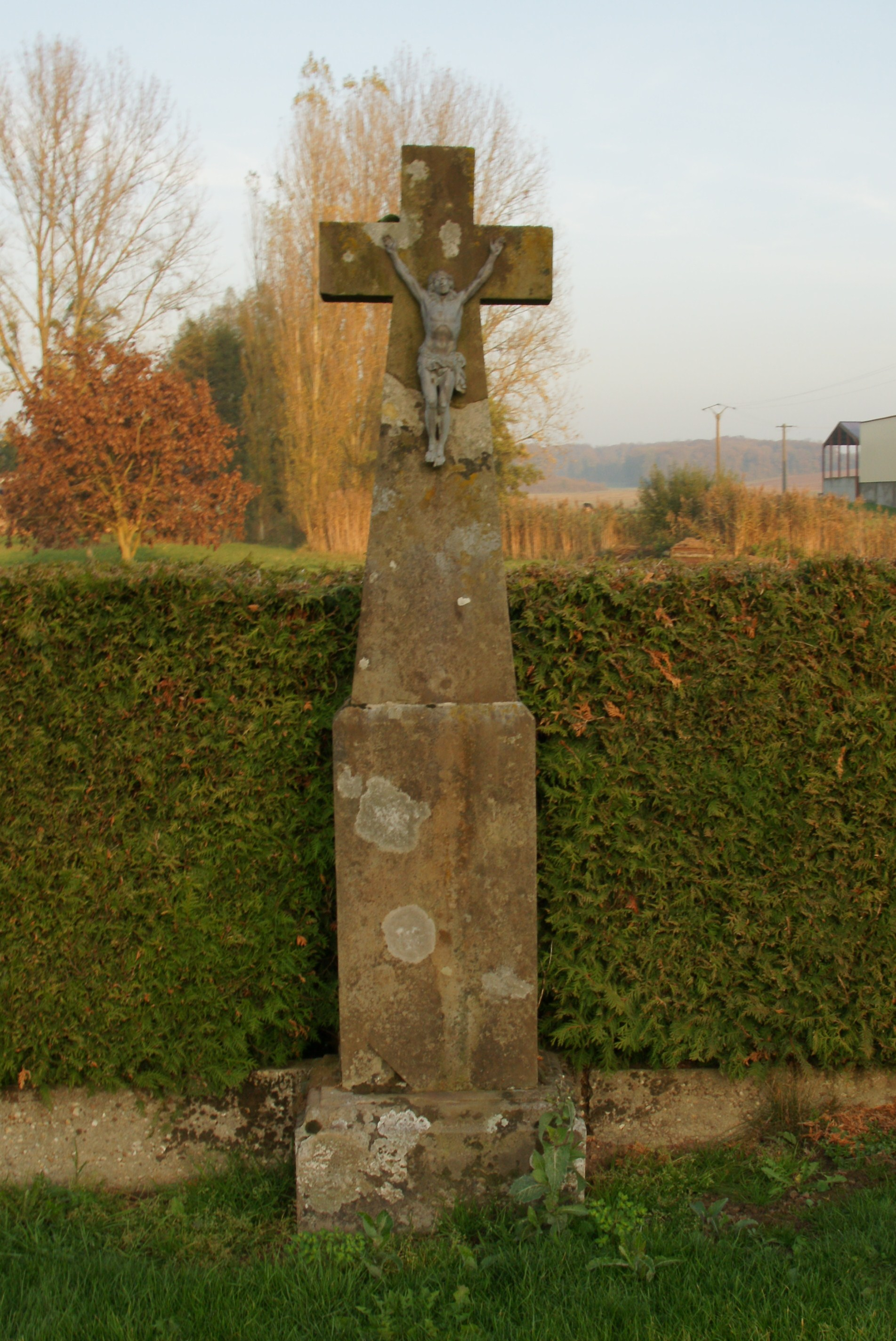
Calvaire.

### Lieux et monuments
- Église Saint-Pierre XVIIIe siècle/XIXe siècle : chaire XVIIIe siècle.
- Calvaire au centre du village, à proximité de la Rose.

### Personnalités liées à la commune
- Tharcise Cherrier (1891-1954), né à Torcheville.

### Héraldique
| Blason de Torcheville | Blason  | D'argent à la bordure engrêlée de gueules à la fasce du même brochant. |
| Blason de Torcheville | Détails | Ce sont les armes des anciens seigneurs de Torcheville, d'après un sceau de Guillaume de Torcheville, bailli de l'évêché de Metz en 1335. Le statut officiel du blason reste à déterminer. |